# Siebenborn-Hütten

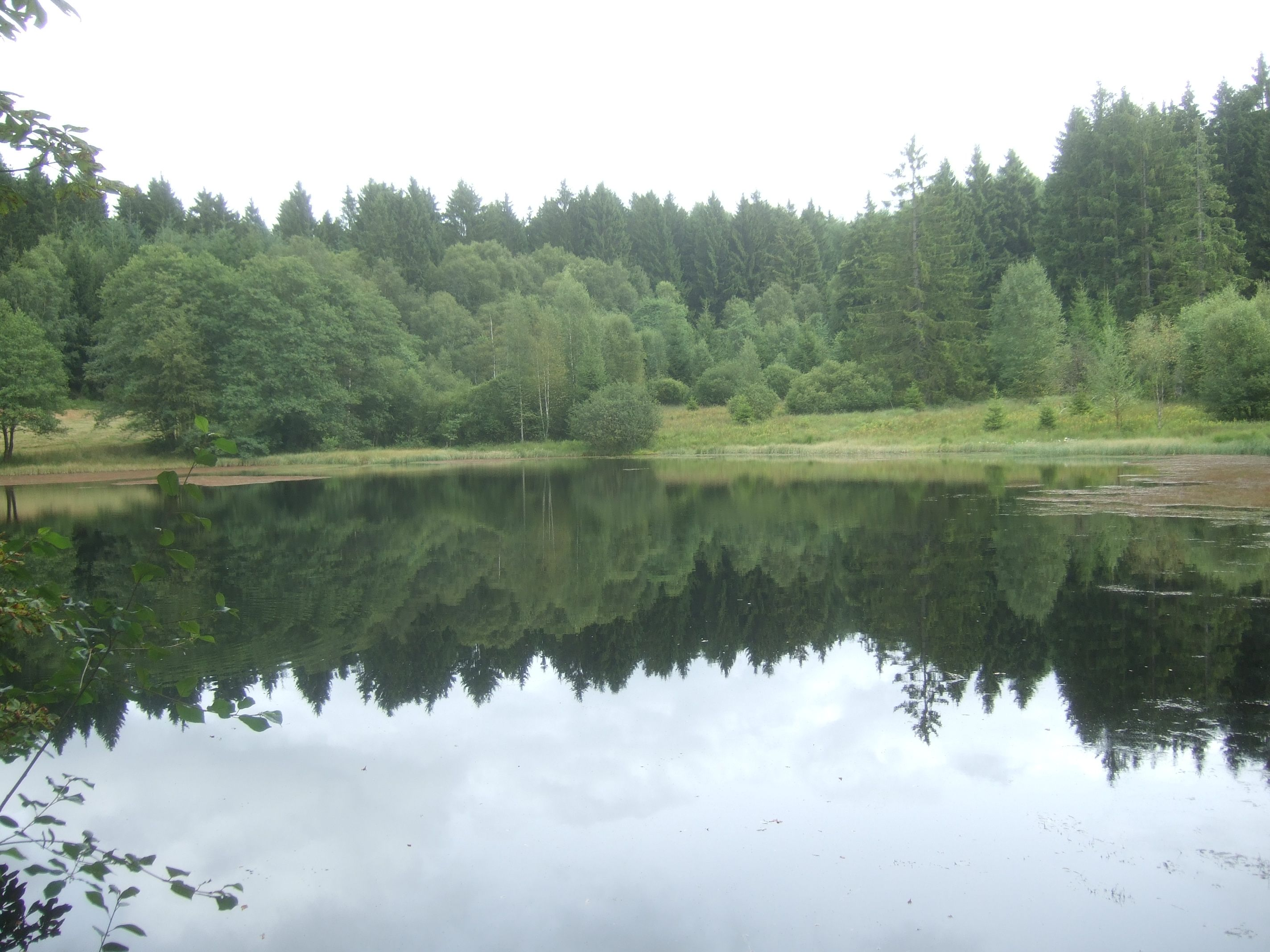
Weiher am Siebenborn

Siebenborn-Hütten war eine Waldhütten-Siedlung südlich von Mandern, Rheinland-Pfalz.
Nach der Tranchotkarte von 1812 gab es unter anderem die Waldhüttensiedlung Siebenborn-Hütten. Diese Hütten sind eingegangen, weil die königliche Regierung um 1840 die Umsiedlung der Köhler- und Holzhauerfamilien in Dorfnähe und an Dorfrändern einleitete. Der Floßweiher des Siebenborns wurde 1775 angelegt. Dort wohnten 1820 24 Familien mit 154 Personen und noch bis 1906 blieb ein Waldhaus bewohnt.